# Mina (čadski jezik)
Mina jezik (ISO 639-3: hna; besleri, hina), afrazijski jezik čadske porodice kojim govori 11 000 ljudi (2000) u dvadeset sela južno od Mokoloa u kamerunskoj provinciji Far North, departman, Mayo-Tsanaga. Klasificira se skupini biu-mandara i podskupini A.7. daba.
Jezik ima tri dijalekta, to su: besleri, jingjing (dzumdzum) i gamdugun.

## Vanjske poveznice
- Ethnologue (14th)
- Ethnologue (15th)